# Вош, Генрих
Генрих Вош (нем. Heinrich Wosch; 10 апреля 1888 — 27 сентября 1959) — германский военачальник, генерал-лейтенант (1943), участник Первой и Второй мировых войн. 

## Биография
Поступил на военную службу в 1908 году, в том же году получил звание лейтенанта. 
Участвовал в Первой мировой войне. 24 июля 1915 года произведён в обер-лейтенанты, 15 июля 1918 года — в капитаны. Получил за заслуги Железный крест обоих классов.
После поражения — в рейхсвере., командовал ротой, батальоном. С 1931 года — майор, с 1934 года — подполковник. 1 марта 1937 года получил звание полковника, 1 марта 1938 года назначен командиром 8-го пехотного полка, с которым участвовал в Польской (1939) и Французской (1940) кампаниях. 
1 марта 1941 года получил звание генерал-майора, 1 июня 1941 года назначен командиром 14-й моторизованной дивизии, командовал ей в войне против СССР, в составе группы армий «Центр» участвовал в Белостокско-Минском и Смоленском сражениях, затем в битве за Москву. 
1 октября 1942 года переведен в резерв фюрера, 1 января 1943 года произведён в генерал-лейтенанты и 1 марта 1943 года назначен командиром 233-й резервной танковой дивизии. 
8 августа 1943 года снова переведен в резерв фюрера, 1 июля 1944 года назначен командиром дивизии № 408. В тот же день награждён Немецким крестом в золоте. 
По окончании войны попал в плен, освобожден 7 июля 1947 года.